# Третьяк, Максим Дмитриевич
Максим Дмитриевич Третьяк (род. 22 октября 1996, Москва) — российский хоккеист, вратарь. Внук Владислава Третьяка. Игрок клуба «Лада», выступающего в КХЛ.

## Биография
Родился 22 октября 1996 года в Москве.
Хоккеем начал заниматься в возрасте 3-х лет в школе «Серебряные акулы». До 6 лет был нападающим, но после перешёл на позицию вратаря. В 12 лет перешёл в школу московского ЦСКА. С 2012 года начал выступать за «Красную Армию» в МХЛ и провёл в команде три сезона. На взрослом уровне дебютировал в сезоне 2015/2016 в ВХЛ, где выступал за фарм-клуб ЦСКА «Звезда» (Чехов) и отыграл 13 матчей. В 2016 подписал контракт с клубом КХЛ «Адмирал», но прежде чем начать выступления за моряков, сыграл 4 матча в Азиатской хоккейной лиге за клуб «Сахалин». Дебют Третьяка в КХЛ состоялся 25 сентября 2016 года в матче против ЦСКА (0:3). Всего за два сезона в КХЛ провёл 5 матчей и отразил 91,3 % бросков. В октябре 2017 года по обоюдному согласию расторг контракт с «Адмиралом» и вернулся в ЦСКА, за команду не сыграл, сезон 2017/18 провёл в чеховской «Звезде». Летом 2018 года стало известно, что игрок подписал контракт с рижским «Динамо», за которое сыграл всего один матч — вышел на замену в игре с «Сибирью» (3:6) и пропустил две шайбы после 14 бросков по воротам. 10 декабря 2018 года контракт был расторгнут по обоюдному согласию.

### Карьера в сборной
В составе юношеской сборной России принимал участие в Зимних юношеских Олимпийских играх 2012 года, на которых Россия заняла второе место. Также выступал за сборную на Чемпионате мира среди юниорских команд 2014, где команда заняла 5 место.

## Семья и личная жизнь
Дед Владислав Третьяк (р. 1952) — советский вратарь и тренер. Выступал за московский ЦСКА и сборную Советского Союза. Многократный чемпион мира и Европы, трёхкратный олимпийский чемпион. Депутат Государственной думы РФ IV—VII созывов от партии «Единая Россия» (с 2003 года). С 2006 года — президент Федерации хоккея России. Отец Дмитрий Третьяк (род. 1973) — стоматолог.
28 апреля 2018 года в Москве женился на Евгении Николаевской. Супруга — бывшая стюардесса, была лицом компании «Аэрофлот». В 2016 году представляла Челябинск на конкурсе Мисс Россия. В сентябре 2020 года родилась дочь.